# Runaways (serie televisiva)
Marvel's Runaways, nota semplicemente come Runaways, è una serie televisiva statunitense ideata da Josh Schwartz e Stephanie Savage per Hulu e basata sugli omonimi personaggi della Marvel Comics. La serie è prodotta da Marvel Television, ABC Signature Studios e Fake Empire, con Schwartz e Savage nel ruolo di showrunner.
La serie è interpretata da un cast corale composto da Rhenzy Feliz, Lyrica Okano, Virginia Gardner, Ariela Barer, Gregg Sulkin e Allegra Acosta nei panni dei Runaways, sei adolescenti che si uniscono per combattere i loro genitori, interpretati da Ryan Sands, Angel Parker, Brittany Ishibashi, James Yaegashi, Kevin Weisman, Brigid Brannagh, Annie Wersching, Kip Pardue, James Marsters e Ever Carradine. Inizialmente era previsto un film prodotto dai Marvel Studios basato sui Runaways, ma nell'agosto 2016 Marvel Television annunciò la serie televisiva, creata da Schwartz e Savage.

## Trama
Sei adolescenti si alleano per combattere i loro genitori, membri di un'organizzazione criminale chiamata Pride.

## Episodi
| Stagione         | Episodi | Pubblicazione USA | Pubblicazione Italia |
| ---------------- | ------- | ----------------- | -------------------- |
| Prima stagione   | 10      | 2017-2018         | 2018                 |
| Seconda stagione | 13      | 2018              | 2020                 |
| Terza stagione   | 10      | 2019              | 2020                 |

## Personaggi ed interpreti

### Personaggi principali

#### Runaways
- Alex Wilder (stagioni 1-3), interpretato da Rhenzy Feliz, doppiato da Federico Campaiola: un nerd solitario esperto di hackeraggio che vorrebbe riunirsi con i suoi amici d'infanzia.[2]
- Nico Minoru (stagioni 1-3), interpretata da Lyrica Okano, doppiata da Isabella Benassi: una Wiccan che nasconde le sue insicurezze dovute alla morte improvvisa della sorella maggiore dietro il suo aspetto gotico. Possiede un’asta che le permette di realizzare ogni suo pensiero.[2]
- Karolina Dean (stagioni 1-3), interpretata da Virginia Gardner, doppiata da Virginia Brunetti: una modella sopraffatta dalle alte aspettative riposte in lei dai genitori. Appartenente ad una setta religiosa sotto la leadership della madre. Apparentemente normale, scopre di poter emanare calore attraverso l’aspetto cangiante del suo corpo e di poter volare.[2]
- Gertrude "Gert" Yorkes (stagioni 1-3), interpretata da Ariela Barer, doppiata da Eva Padoan: una riot grrrl e sfacciata attivista sociale. Possiede una connessione psichica con una cucciola di dinosauro[2], un Deinonychus a cui darà il nome Vecchi Merletti (Old Lace in originale) prendendo spunto dal film Arsenico e vecchi merletti di Frank Capra.
- Chase Stein (stagioni 1-3), interpretato da Gregg Sulkin, doppiato da Manuel Meli: giocatore di lacrosse e rubacuori del liceo, nasconde un talento per l'ingegneria.[2]
- Molly Hernandez (il cognome originale nei fumetti è Hayes) (stagioni 1-3), interpretata da Allegra Acosta, doppiata da Agnese Marteddu: il membro più giovane dei Runaways, è una ragazzina ottimista e vivace ed è la sorella adottiva di Gert. È dotata di superforza, ma dopo averla utilizzata ha bisogno di riposo, al punto di addormentarsi non appena ha terminato di usare i poteri.[2]

#### Pride
- Catherine Wilder (stagioni 1-3), interpretata da Angel Parker, doppiata da Roberta De Roberto: un'avvocato di successo, moglie di Geoffrey e madre di Alex.[3]
- Geoffrey Wilder (stagioni 1-3), interpretato da Ryan Sands, doppiato da Alberto Angrisano: marito di Catherine e padre di Alex, è un uomo imponente che ha dovuto compiere dei grossi sacrifici per arrivare al successo.[3]
- Tina Minoru (stagioni 1-3), interpretata da Brittany Ishibashi, doppiata da Monica Migliori: una brillante amministratrice delegata, moglie di Robert, che pretende sempre il meglio dalla figlia Nico.[3]
- Robert Minoru (stagioni 1-3), interpretato da James Yaegashi, doppiato da Carlo Scipioni: marito di Tina e padre di Nico, è un uomo affettuoso spesso succube del carattere forte della moglie. Intraprende una relazione extraconiugale con Janet.[3]
- Dale Yorkes (stagioni 1-3), interpretato da Kevin Weisman, doppiato da Roberto Gammino: marito di Stacey, padre di Gert e padre adottivo di Molly, è un brillante bio-ingegnere molto legato alla famiglia.[3]
- Stacey Yorkes (stagioni 1-3), interpretata da Brigid Brannagh, doppiata da Daniela Calò: moglie di Dale, madre di Gert e madre adottiva di Molly, è una bio-ingegnere con la testa tra le nuvole.[3]
- Leslie Dean (stagioni 1-3), interpretata da Annie Wersching, doppiata da Barbara De Bortoli: una donna carismatica, moglie di Frank e madre di Karolina.[3]
- Frank Dean (stagioni 1-3), interpretato da Kip Pardue, doppiato da Simone D'Andrea: marito di Leslie e padre di Karolina, è un attore in difficoltà con la sua carriera.[3]
- Victor Stein (stagioni 1-3), interpretato da James Marsters, doppiato da Mauro Gravina: un genio dell'ingegneria, marito di Janet, con grosse aspettative nei confronti di suo figlio Chase e con un temperamento decisamente violento.[3]
- Janet Stein (stagioni 1-3), interpretata da Ever Carradine, doppiata da Sabrina Duranti: "mamma modello" di Chase, che ha sacrificato molto per seguire le ambizioni professionali di suo marito Victor. Intraprende una relazione extraconiugale con Robert.[3]
- Jonah (stagioni 2-3, ricorrente stagione 1), interpretato da Julian McMahon, doppiato da Davide Marzi: fondatore del Pride e amante di Leslie, nonché padre biologico di Karolina.[4]

### Personaggi ricorrenti
- Destiny Gonzalez (stagione 1), interpretata da Nicole Wolf: una giovane ragazza che viene sacrificata da Pride.
- Eiffel (stagioni 1-3), interpretata da Danielle Campbell, doppiata da Rossa Caputo: capo delle cheerleader e studentessa popolare della Atlas Academy.

## Produzione

### Sviluppo

Logo della serie

Un film basato su Runaways è stato a lungo in sviluppo presso i Marvel Studios. Nel maggio 2008 Brian Vaughan venne assunto per scrivere una sceneggiatura. Nel maggio 2010 Drew Pearce venne assunto per scrivere la sceneggiatura, tuttavia nell'ottobre seguente la Marvel mise in pausa lo sviluppo del film. Nel settembre 2013 Pearce spiegò che il film di Runaways era stato messo da parte a favore di The Avengers. Nell'ottobre 2014, dopo aver annunciato i film della Fase Tre del Marvel Cinematic Universe, Feige affermò di avere una "sceneggiatura [di Runaways] nascosta nella nostra cripta delle sceneggiature", aggiungendo: "Ci piacerebbe vedere Runaways un giorno. Nelle nostre discussioni su film e serie televisive è l'argomento di cui parliamo sempre, perché abbiamo una bozza molto solida. Ma ancora una volta, non possiamo fare tutto".
Tra il 2015 e il 2016 Josh Schwartz e Stephanie Savage, la cui casa di produzione Fake Empire Productions aveva un contratto di esclusiva con gli ABC Studios, proposero alla Marvel Television la loro idea per una serie televisiva di Runaways. Nell'agosto 2016 Marvel Television, ABC Signature Studios e Fake Empire Productions annunciarono la serie per la piattaforma di video on demand Hulu, che ordinò l'episodio pilota più sceneggiature aggiuntive per una potenziale stagione completa. Nel maggio 2017 Hulu annunciò di aver ordinato una prima stagione completa di 10 episodi della serie. debuttando il 21 novembre 2017 con i primi 3 episodi. Nel gennaio 2018, la serie viene rinnovata per una seconda stagione di 13 episodi mentre nel marzo 2019 per una terza stagione di 10 episodi. A novembre dello stesso anno è stato annunciato come la terza sia la stagione conclusiva della serie.

### Sceneggiatura
Secondo Schwartz l'aspetto più interessante del fumetto e della serie è che "quando sei un adolescente, tutto sembra essere una questione di vita o di morte, e la posta in gioco in questa storia è davvero [una questione la vita o la morte]". Loeb descrisse la serie come The O.C. nel Marvel Cinematic Universe, e affermò che ci sarebbero stati delle allusioni alla situazione sociopolitica, spiegando: "Si tratta di prendere eventi che accadono nel mondo reale e trasferirli nell'universo Marvel e farli diventare delle avventure d'azione o delle commedie [...] è un modo per commentare quello che accade nel mondo reale". Schwartz aggiunse: "Questo è un tempo in cui l'autorità è messa in discussione, e questa è una storia in cui degli adolescenti sono in quell'età in cui cominciano a vedere i loro genitori come figure fallibili e umane. Solo perché qualcuno ha l'autorità, non vuol dire che sono qui per fare del bene". La serie è narrata da due punti di vista differenti, quello degli adolescenti e quello dei genitori, che si incroceranno nel corso della prima stagione.

### Casting
La serie è interpretata da un cast corale. I Runaways sono interpretati da Rhenzy Feliz nel ruolo di Alex Wilder, Lyrica Okano nel ruolo di Nico Minoru, Virginia Gardner nel ruolo di Karolina Dean, Ariela Barer nel ruolo di Gert Yorkes, Gregg Sulkin nel ruolo di Chase Stein e Allegra Acosta nel ruolo di Molly Hernandez. Pride è composto da Ryan Sands nel ruolo di Geoffrey Wilder, Angel Parker nel ruolo di Catherine Wilder, Brittany Ishibashi nel ruolo di Tina Minoru, James Yaegashi nel ruolo di Robert Minoru, Kevin Weisman nel ruolo di Dale Yorkes, Brigid Brannagh nel ruolo di Stacey Yorkes, Annie Wersching nel ruolo di Leslie Dean, Kip Pardue nel ruolo di Frank Dean, James Marsters nel ruolo di Victor Stein e Ever Carradine nel ruolo di Janet Stein.

### Riprese
Le riprese della serie cominciarono nel febbraio 2017 a Los Angeles, con il titolo di lavorazione Rugrats.

### Colonna sonora
Le musiche della serie sono composte da Siddhartha Khosla. La colonna sonora è caratterizzata dall'uso di sintetizzatori analogici degli anni ottanta, che secondo Khosla rispecchiano l'aspetto "alternativo" della serie. Alex Patsavas è il supervisore musicale della serie.

### Tie-in

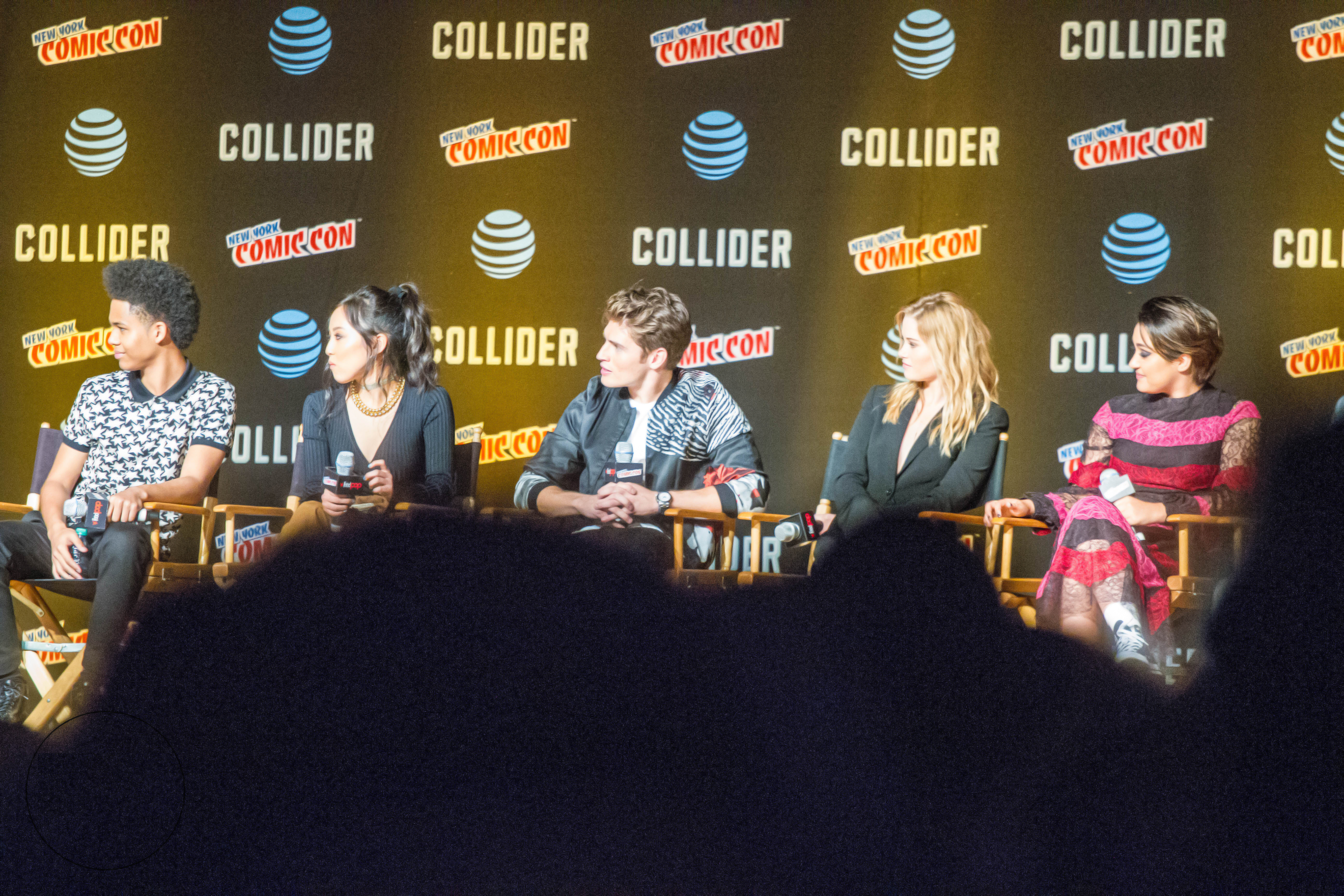
Parte del cast durante il New York Comic Con 2017

La serie è ambientata all'interno del Marvel Cinematic Universe, in continuità con i film e le altre serie televisive del franchise. Nel luglio 2017, parlando del rapporto con il MCU, Loeb affermò che la serie, pur includendo riferimenti agli altri prodotti del franchise, si sarebbe concentrata più sulla storia dei giovani protagonisti, in modo da poter offrire uno sguardo sul mondo dei supereroi dal punto di vista degli adolescenti, in modo simile a quanto fatto al cinema con Spider-Man: Homecoming.
Nella terza stagione, in un episodio fanno la loro apparizione i 2 protagonisti di Cloak & Dagger (serie televisiva).

## Promozione
Il primo teaser trailer della serie venne distribuito nell'ottobre 2017, in occasione del New York Comic Con.

## Distribuzione
La serie ha debuttato il 21 novembre 2017 sul servizio di streaming on demand Hulu. In Italia, la prima stagione della serie viene pubblicata su TIMvision dal 15 novembre 2018, mentre la seconda e la terza stagione sono pubblicate su Disney+ rispettivamente il 24 marzo 2020 e il 17 luglio 2020.